# Karbonarji
Karbonarji so bili člani karbonerije, tajne revolucionarne družbe, ki je nastala v Neapeljskem kraljestvu v začetku devetnajstega stoletja. Imenovali so se karbonarji, to je oglarji, ker so ves simbolizem svoje tajne organizacije prevzeli po poklicu obrtnikov, ki so pripravljali in prodajali oglje, kar spominja na framasonsko simboliko, ki se je opirala na zidarsko obrt, zaradi česar imenujemo framasone tudi prostozidarje.

## Nastanek karbonerije
Karbonerija je bila po organizaciji, simbolih in predvsem po tajnosti zelo podobna prostozidarstvu. Prav zaradi tega je večina karbonarskih dejanj še danes predmet raziskav. Znani so vsi zunanji znaki organizacije in imena njenih najvidnejših članov, a nikoli ni bila objavljena jasna politična pripadnost ali politični program prvotnega gibanja. Prav ta politična neopredeljenost podpira trditve nekaterih zgodovinarjev, po katerih je bila na začetku karbonerija povsem framasonska organizacija ali celo odcep od glavne prostozidarske lože in kot taka brez specifičnih političnih nazorov razen popolne neodvisnosti od vsake oblasti. V bivšem Neapeljskem kraljestvu, ki je postalo od leta 1816 del Kraljevine Dveh Sicilij, so sestavljali karbonerijo bivši napoleonski vojaki in uradniki, ki so bili po Muratovem padcu odstavljeni, ali intelektualci in tiskarji, ki jih je prizadela cenzura, ali tudi trgovci, ki so jih nove carinske omejitve ovirale. Ni jih družilo neko skupno politično prepričanje, temveč golo nasprotovanje oblastem.

## Prve revolucionarne dejavnosti
Leta 1820 so karbonarji prvič javno protestirali s pohodom iz Nole proti prestolnici Neaplju. Pohod sta vodila oficirja Michele Morelli in Giuseppe Silvati na čelu svojih konjeniških enot, sledilo pa jim je veliko prebivalcev. Da bi jih pomiril, je kralj Ferdinand obljubil novo ustavo in parlament. To je podžgalo karbonarje po ostali Italiji. V Kraljevini Sardiniji je Santorre di Santarosa organiziral pohod na prestolnico Torino , s čimer so karbonarji dosegli, da je Viktor Emanuel I. obljubil ustavo .
Oba karbonarska podviga sta bila kmalu izničena. Neapeljski karbonarji so bili s pomočjo Metternichovih čet popolnoma premagani in kralj Ferdinand je prepustil državna opravila soprogi Mariji Karolini, ki je gibanje zatrla. V Torinu je kralj abdiciral in naslednik Karel Feliks je poklical avstrijske čete, ki so napadle revolucionarje in karbonerijo popolnoma uničile.
Septembra 1821 je papež Pij VII. z bulo Ecclesiam a Jesu Christo uradno prepovedal karbonerijo kot prostozidarsko organizacijo in izobčil vse njene pripadnike. Naslednjega leta je bila odkrita v Modenski vojvodini karbonarska zarota in glavni osumljenec, duhovnik Giuseppe Andreoli, je bil javno obglavljen. 
Znani karbonarji, razen Morellija in Silvatija (oba usmrčena leta 1822), so bili Federico Confalonieri, Silvio Pellico in Piero Maroncelli, ki so prestali dolge zaporne kazni in izgon. Nekateri karbonarji, na primer Angelo Canova in Giacomo Rezia, so bili zaprti v Ljubljanskem gradu.

## Prerod karbonerije
Prvotni karbonarji, ki so nasprotovali oblastem večinoma samo zaradi osebnih nezadovoljstev in lokalnih sporov, so zahtevali od kralja ustavo, ker je to bilo najbolj revolucionarno dejanje, ki so si ga lahko predstavljali. V resnici velika večina pripadnikov karbonerije ni imela pojma, kakšna naj bi bila ustava in kako naj bi spremenila njihovo življenje. Zato so posebno vodilni kadri organizacije kaj hitro podlegli vplivu republikanskih in komunističnih idej, ki jih je tedaj širil Filippo Buonarroti, eden od voditeljev zarote Babeuf. Po katastrofalnih uporih 1820-1821 je bilo karbonarsko gibanje postopoma reorganizirano. Glavna sprememba je bila odločna politična usmeritev organizacije. Ni šlo več za splošno nasprotovanje oblastem, temveč za nasprotovanje tistim oblastem, ki so zavirale združenje Italije. Pojem združenja vseh prebivalcev Apeninskega polotoka v enotno samostojno državo je nastal po zaslugi karbonarjev. Politična zavest, da gre za skupno idejo, je družila revolucionarje in je bila podlaga za poznejši nastanek države Italije. Velikokrat zaradi tega velja karbonerija za demokratično in patriotično organizacijo od vsega začetka, dejansko pa je to postala šele v obdobju 1821-1830.

## Drugo obdobje karbonerije
Julija 1830 so karbonarji sodelovali v pariških protestih proti monarhiji, ki so se zaključili z odstopom kralja Karla X., zadnjega Borbonca, in ustoličenjem Ludvika Filipa Orleanskega. Z zamenjavo monarhične dinastije so francoski revolucionarji nameravali spremeniti celotni vladarski režim, kar se pa ni uresničilo. Julijska vstaja je bila le nekakšen vzor za vsa protidržavna gibanja po ostali Evropi. Ljudsko nezadovoljstvo, ki je bilo do takrat le neorganizirano nasprotovanje oblastem, je zadobilo več ali manj demokratične, socialistične, liberalne, nacionalistične ali republikanske smernice, kar se je pozneje, leta 1848, sprevrglo v vsesplošno zahtevo po prenovi.. Tudi italijanski karbonarji so se po pariški vstaji opogumili, predvsem v Modenski vojvodini in v Papeški državi.
V Modeni, kjer je še pred devetimi leti bil usmrčen Andreoli samo zaradi pripadnosti karboneriji, je januarja 1831 Ciro Menotti, karbonar vse od leta 1817, prepričal modenskega vojvodo Franca IV., da se mora Modena otresti avstrijske nadoblasti in se priključiti filosavojskemu gibanju. Vojvoda je pristal na Menottijev načrt ljudske vstaje, ker je nameraval izkoristiti možnost za nasledstvo Viktorju Emanuelu I., vendar si je v zadnjem trenutku premislil. Zajel je Menottija in 57 upornikov, ki so bili obsojeni na smrt in obešeni. V zgodovini Italije so zapisani kot predhodniki Risorgimenta. Sam Garibaldi je svojega prvorojenca imenoval Menotti.
V Papeški državi je vstaja začela v februarju. V večjih mestih (Bologna, Reggio Emilia, Imola, Faenza, Ancona, Ferrara, Parma) so karbonarji proglasili začasno vlado in razobesili italijansko trobojnico. Ustanovljen je bil korpus prostovoljcev, ki naj bi osvobodil Rim izpod papeške oblasti. Papež Gregor XVI. je poklical na pomoč Avstrijske čete, ki so vojsko prostovoljcev napadle in uničile. Tudi ta vstaja je bila zadušena v krvi, kar zaključuje drugo obdobje karbonerije.

## Mlada Italija
Tragični dogodki iz leta 1831 so karbonerijo uničili. Preostali člani so razumeli, da je Avstrija premočan nasprotnik, da bi ga mogli brez pomoči premagati. Takoj leta 1831 je Giuseppe Mazzini, že nekaj let pripadnik karbonerije, ustanovil novo organizacijo, imenovano Giovine Italia (Mlada Italija) , ki je združevala preostale karbonarje in mlajšo generacijo revolucionarjev, predvsem teoretikov. Kakor karbonerija, je bila tudi njena ideološka naslednica Giovine Italia tajna družba in med njenimi načrti je bila oborožena vstaja proti oblastem, vendar drugih podobnosti ni bilo. Nova organizacija je bila strogo politična, njene smernice so bile daljnosežne in se niso ustavljale pri lokalnih problemih. Glavni cilji, ki si jih je Giovine Italia zastavila, so bili ukinitev ali odprava vseh tujih (= neitalijanskih) oblasti na Apeninskem polotoku, združenje vseh osvobojenih ozemelj in osnovanje demokratične republike.. Tako ambicioznih načrtov karbonerija ni nikoli poznala.